# Orizânia
Orizânia é um município brasileiro do estado de Minas Gerais. Sua população estimada em 2024 era de 8.437 habitantes.

## Etimologia
O topônimo Orizânia é baseado na palavra latina oryza, ae: arroz. Com o acréscimo de -ânia pretende significar "terra do arroz".[carece de fontes?]

## História
A origem do atual município data de meados do século XIX. A sede original da vila era Santo Antônio do Arrozal, distando poucos quilômetros do atual centro do Município. Outrora Orizânia foi conhecido como Quilombo. Poucos são os registros escritos sobre a denominação de Quilombo, mas a história oral registra que nas montanhas onde nasce o rio Carangola viviam escravos fugidios e ex-escravos alforriados ou libertos.
Dentre os poucos registros que consignam o primeiro nome do lugar está a obra publicada postumamente de Antônio de Souza Costa.
Ainda hoje é possível ouvir dos septagenários e octanegários referência ao nome do lugar como Quilombo.
Em torno da Igreja de São Sebastião cresceu a vila que se tornou o atual município de Orizânia, tendo o antigo juntamento de casa que se traduzia no incipiene centro urbano até o final do século XIX se desconstituído, mantendo-se até hoje o nome de Santo Antônio do Arrozal. O despovoamento de Santo Antônio do Arrozal, que fica há cerca de 2 km do atual centro do município, deu lugar ao surgimento de um novo centro urbano. A Vila foi então denominada Alto Carangola, e, depois, Arrozal. Em 1890 o ex-povoado foi elevada a distrito, mas pertencendo ao Município de Manhuaçu. No ano seguinte, 1891, foi transferido para o Município de Carangola. Vários foram seus nomes até chegar ao atual, originário do latim (Oryz = arroz).
A transferência do distrito de Manhuaçu para Carangola decorreu de melhor mapeamento da Serra da Onça, que divisa as águas da Bacia do Manhuaçu do Bacia do Carangola. O rio Manhuaçu desagua no rio Doce que tem o estuário no Estado do Espírito Santo. O rio Carangola desagua em Itaperuna no rio Muriaé e este no rio Paraíba do Sul em Campos do Goytacazes chegando finalmente no Oceano Atlântico no Estado do Rio de Janeiro.
As nascentes dos Rios Manhuaçu e Carangola distam uma da outra menos de 2 km. Cada qual num lado da Serra da Onça e desaguam uma ao norte do Estado do Espírito Santo e outra no Rio de Janeiro. Tais bacias dagua contornam a Serra do Caparaó.
A etimologia de Orizânia ligada ao plantio de arroz é a oficial, embora haja quem busque a origem da palavra na extinta tribo indígena não Tupi, proveniente da Bahia, dos Orizes, cujo membro era Oriz. Pouco provável a origem nas tribos indígenas provenientes de onde hoje é a Bahia, pois a região do Vale do Carangola era habitada pelos índios Puris e, posteriormente à ocupação de Campos dos Goytacazes pelos colonizadores, pelos índios Coroados.
Com a emancipação do município Divino em 1943, Orizânia passou à categoria de distrito deste novo município, de quem se emancipou em 21 de dezembro de 1995.

## Geografia
Sua população registrada pelo IBGE no Censo 2010 é de 7.284 habitantes. O rio Carangola nasce no município. Por esta razão, Orizânia já se chamou Alto Carangola, nome que aparece no mapa oficial do estado de Minas Gerais de 1927.

## Demografia
Com a abertura da Rio-Bahia em 1929 Orizânia, pela proximidade com a rodovia desenvolveu-se, tornando-se a principal concentração populacional da nascente do Rio Carangola.

## Economia
- Principais produtos agícolas: café, arroz, milho e banana.
- Pecuária: gado leiteiro e de corte (em pequena quantidade) e suinicultura.

### Turismo
A cidade de Orizânia oferece estrutura para a prática de esportes radicais possuindo estradas e trilhas para práticas de direção off-road, turismo rural e montanhismo. O relevo é composto por montanhas.
Orizânia, em decorrência da atividade agrícola teve prejudicada sua fauna e flora. Foi grande o desmatadamento feito por gerações passadas. Poucas são as matas no Município e um incêndio começado em Orizânia em meados de 2007 estendeu-se por semanas até chegar a Indaiá, sem que sequer os responsáveis fossem punidos. Apesar do descaso das autoridades, há um grande esforço da comunidade local no sentido de preservar as florestas, que são um patrimônio da cidade, imprescindível para a qualidade da vida humana e das outras espécies, bem como para a defesa dos mananciais.

## Cultura, mito e fantasia
- Gídio, O Monstro do Quilombo.

Sobre Gídio, O Monstro do Quilombo, assim escreveu o Jornal Estado de Minas de 30 de dezembro de 1934:
“No lugarejo ´Quilombo´, na estrada que vai de Manhuaçu ao Divino do Carangola, o pequeno lavrador Egídio Fagundes, retornando a casa à tardinha, de uma das contínuas viagens erráticas aos arredores, deita-se e dorme., deixando preso, à estaca, arreado mascando freio, o animal, sem ao menos a ração rotineira, pois o assíduo freqüentador das bibocas não faltaria a um pagode naquela noite, habitualmente promovido por ´mutirões´, festejando o remate de barracos onde a clássica aguardente faz as honras de estilo do mesmo modo que transforma as batucadas em desfecho sangrento...”. Ao acordar pergunta à sua mãe pelo cavalo e recebe a resposta de que o soltara, pois estava sedento e faminto. Egídio Fagundes, segundo edição do jornal Estado de Minas de 30 de Dezembro de 1934, sem pestanejar “calça as esporas de ferro, atirando brutalmente em posição de quadrúpede a mãe indefesa, cavalgando-a e a açoita impiedosamente num giro pelo terreiro, fazendo verter no pó o sangue sagrado daquele corpinho pálido, alquebrado pelos anos e pela subnutrição, mal coberto de uma chita desbotada, marcada de remendos, pés ao chão, cabelos desgrenhados, cortado pelas rosetas do mais desalmado de todos os peões da história.”   Passados oito dias Egídio Fagundes começou a transformar-se num monstro. Perdeu as forças musculares. Aquietou-se esquálido a um canto do esquálido casebre de chão, “fazendo-se irreconhecível antagonista da luz”. Cresceram-lhe as unhas como as de uma fera, os cabelos cresceram e pelos brotaram por todo corpo cobrindo-o de alto a baixo e da casinha à margem da estrada, na saída da Rua em direção a Santo Antônio do Arrozal, “apenas se ouvia um urro terrificante e prolongado”. Desta forma, o lavrador Egídio Fagundes transformou-se em Gídio, O homem-bicho ou O Monstro do Quilombo.

## Personalidades
- Ébio José Vitor
- Xenofonte Mercadante

## Ocupação e povoamento: da colônia aos dias atuais

### Ocupação primitiva da região onde se situa Orizânia
O Vale do Carangola, a começar pelo afluente do rio, era habitada pelos índios Coroados e Puris que haviam sido expulsos do litoral pelos colonizadores. As perseguições obrigaram esses índios a deixarem o litoral e a se embrenharem nas matas do Rio Paraíba, e, à medida que o povoamento avançava, eles subiram gradativamente pelos afluentes e sub-afluentes Pomba, rio Muriaé e rio Carangola. 
Saint Hilaire escreveu  que na ocupação de Campos dos Goytacazes os bravos morreram e os demais fugiram para as matas de Minas.
Para sobreviverem em um meio ambiente desconhecido, adotaram novas formas de vida. Os cabelos, por exemplo, que eram longos quando viviam no litoral, foram cortados devido à floresta densa, surgindo, daí, as denominações dadas pelos exploradores portugueses de “Arrepiados” e “Coroados”.

### Ocupação no período colonial
Durante o período colonial a área geográfica do Vale do Carangola pertenceu à Capitania Hereditária do Espírito Santo. No século XVII, o governador da Capitania do Rio de Janeiro concedeu as primeiras sesmarias no vale dos rios Paraíba, Pomba e Muriaé até o sudeste de Minas Gerais, na atual região da Zona da Mata. Os sesmeiros da região entre os Campos dos Goitacazes, Macaé e Carangola foram os irmãos Gonçalo, Manuel e Duarte Corrêa de Sá.
Com a criação da Capitania de Minas Gerais e suas três primeiras vilas no século XVIII, surgiram as jurisdições territoriais. A Vila do Ribeirão do Carmo (atual Mariana) incorporou a área geográfica constituída pelos sertões dos rios Pomba e Doce, o que incluía toda a Zona da Mata. ”.
Portanto, primitivamente, a área geográfica do Vale do Carangola pertenceu a Mariana. Ainda hoje as congregações marianas detém influência na região e o calendário mariano, chamado Folha Mariana é lido na região.

### Primeiros povoadores doVale do Carangola
Não se sabe exatamente a data da chegada dos primeiros povoadores de Carangola. Entretanto, a partir das primeiras décadas do século XIX, aventureiros começam a passar pela região em busca de novas terras. Uma versão diz que, no ano de 1805, a Vila de Arrepiados foi sitiada por duas vezes pelos índios Arrepiados, e que, para levantar ambos os cercos, o Capitão João Fernandes de Lana, ou Lannes, financiou, armou e comandou duas “bandeiras” contra os índios.
A outra versão afirma que José Lannes Dantas Brandão, vindo de São João Batista do Presídio, atual Visconde do Rio Branco, veio se refugiar nestas paragens, tendo se apossado das terras banhadas pelo Rio São Mateus.
A tradição oral afirma que “os Lannes” embrenharam-se pela floresta e chegaram ao local acampando às margens de um córrego onde está atualmente o Jardim da Praça Coronel Maximiano em Carangola. Não há como fixar uma data exata, mas supõe-se que tenha ocorrido durante a primeira década do século XIX, entre 1805 e 1810. Em 1820, o Guarda–Mor Manoel Esteves de Lima abriu uma picada na Serra dos Arrepiados que, passando por Carangola, penetrou na província do Espírito Santo e atingiu o litoral pela Vila de Itapemirim.
Em 1833, o tenente Coronel José Batista da Cunha e Castro desbravou a região de Divino. Há indícios de que, em 1842, já existia um núcleo de povoamento em Carangola, que se chamava Arraial Novo, mudando o nome a partir desta data em homenagem aos vencidos na Batalha de Santa Luzia. Em 1842, com a derrota dos liberais liderados por Teófilo Ottoni, na Batalha de Santa Luzia os moradores do povoado de Arrial Novo, hoje Carangola mudaram o nome do lugar para Santa Luzia do Carangola em homenagem aos vencidos e para expressar solidariedade ao espírito liberal e democrático daqueles que lutaram na proximidades do Rio das Mortes.
Em 1848, Manoel Francisco Pinheiro e José Gonçalves de Araújo introduziram na região a cultura do café, plantando os primeiros exemplares em Caiana.

## Orizânia no mapa da Capitania das Minas Gerais de 1780
Nos mapas da Capitania de Minas Gerais, de 1780, já consta o Rio Carangola com esse nome e o traçado ali delineado demonstra que o cartógrafo tinha conhecimento exato do curso desse rio. Mas constitui ainda uma incógnita, se algum aventureiro, ou bandeirante, esteve ou ao menos passou por Carangola durante o século XVIII, ainda que fosse a Zona Proibida
Antes da delimitação do povoado e construção da praça a localidade onde se situa a sede da cidade já tinha importância no trajeto dos que vinham das Minas Gerais com destino a Campos dos Goytacazes ou Capitania do Espírito Santo. Há registro de paragem de tropa na rua onde hoje se situa a Igreja cuja continuidade é o trecho final da Rua José Rodrigues Damasceno.

## Orizânia na rota do descaminho do ouro
Durante o século XVIII, a Zona da Mata, onde está situado o Vale do Carangola, era interditada à exploração econômica, constituía a chamada Zona Proibida para evitar o contrabando do ouro produzido no centro da Capitania. A medida governamental visava obter um melhor controle, de forma que o ouro escoasse para o Rio de Janeiro somente através do Caminho Novo. Havia, inclusive, vigilância para evitar penetrações.
Mesmo assim, algumas penetrações foram empreendidas por ordem de alguns governadores. Duas dessas, entretanto, aproximaram-se do Vale do Carangola.
Em 1734, Matias Barbosa da Silva, o grande explorador e um dos abridores da Picada Goiáz, por ordem do Conde das Galvêias, atingiu as Escadinhas da Natividade, fundando, então, o presídio do Abre Campo. Dessa forma, um núcleo de povoamento foi instalado a menos de seis léguas do Alto da Fumaça, nascente do Rio Carangola.
Vindo das Minas Gerais, passando por Abre Campo, após 40Km o viajante cruzava a Serra da Onça transpondo a Bacia do Rio Doce, onde se encontram as nascentes do Riacho de São Domingos, afluente do Rio Matipó, e do Rio Manhuaçu, atingindo – do outro lado - a nascente do Rio Carangola, onde se situa Orizânia. Para chegar a Campos dos Goytacazes, na Capitania do Rio de Janeiro bastava ao viajante seguir o curso do rio.

## Presença libanesa em Orizânia
Um grande número de imigrantes libaneses se instalou em São Paulo e no Rio de Janeiro, mas igualmente nas cidades mineiras de Teófilo Otoni e no Vale do Carangola na cidade de Divino e na Vila de Santo Antônio do Arrozal.
A Gazeta de Carangola na edição comemorativa do centenário da cidade, em 1982, transcreve matéria datada de 1901 que registrou acontecimento, em Divino, denominado Revolução dos Turcos, quando vários indivíduos de ascendência libanesa foram mortos. Igualmente há registro de assassinatos dos “turcos” em Santo Antônio do Arrozal, o que é apontado como causa de declínio daquela comunidade.

## Influência libanesa na culinária doVale do Carangola
Dentre as receitas culinárias decorrentes da presença libanesa no Vale do Carangola encontra-se uma iguaria chamada mucia. No Brasil, somente nesta região do Estado de Minas Gerais se produz e consome tal iguaria, tal como é feita. Trata-se de um embutido, tipo lingüiça, no qual o intestino grosso do porco é recheado com os miúdos do animal, cozidos, picados e temperados.
A mucia, diferentemente da mussela ou do chourisso não contém sangue. Trata-se de de uma receita que expressa o dogna dos cristãos maronitas, que não ingerem sangue animal. Os cristãos marotinas vieram para o Brasil com o auxílio da Igreja Católica, fuginda da perseguição muçulmana do Império Turco Otomano.

## Galeria

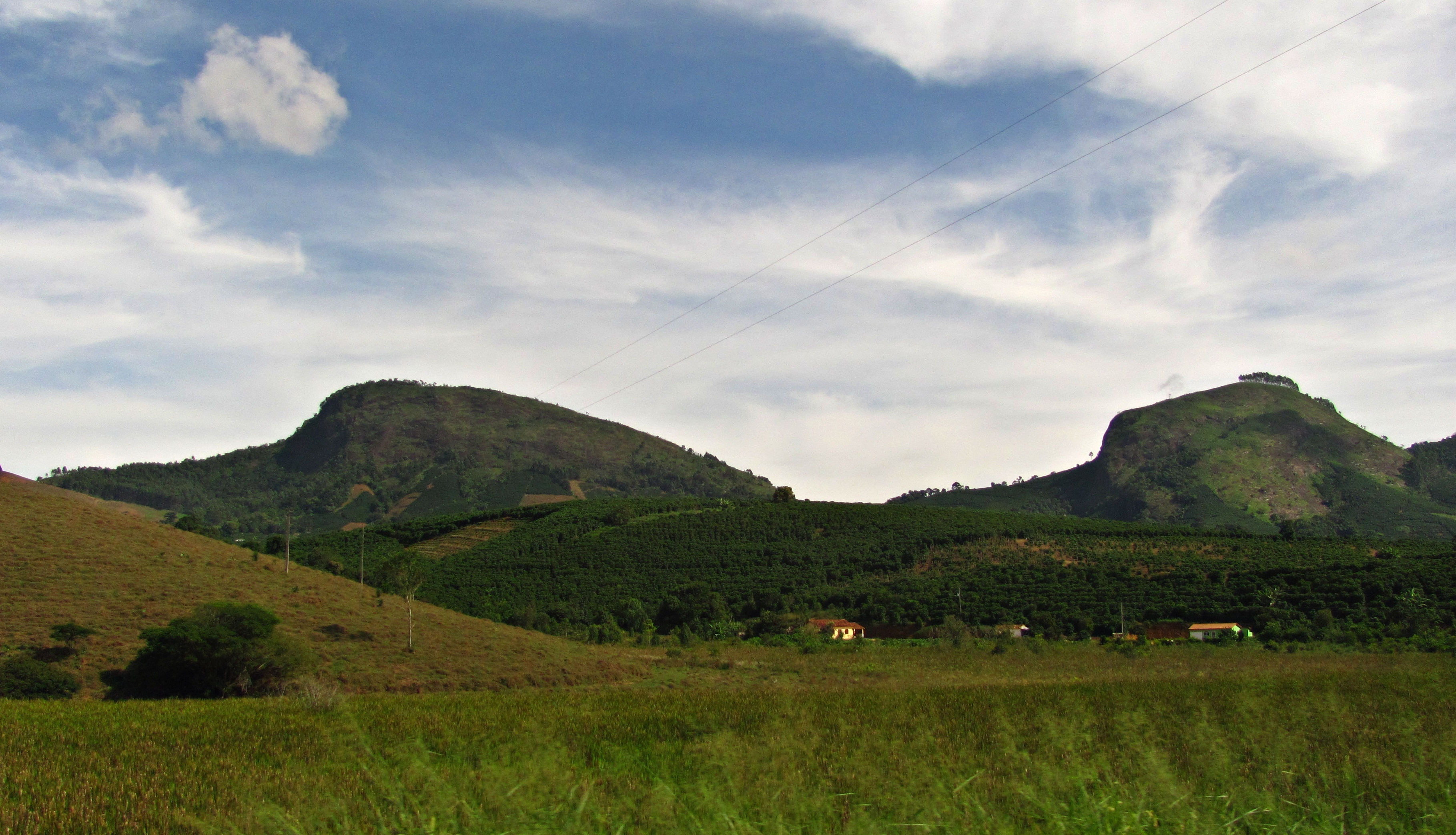
Serras na região de Orizânia
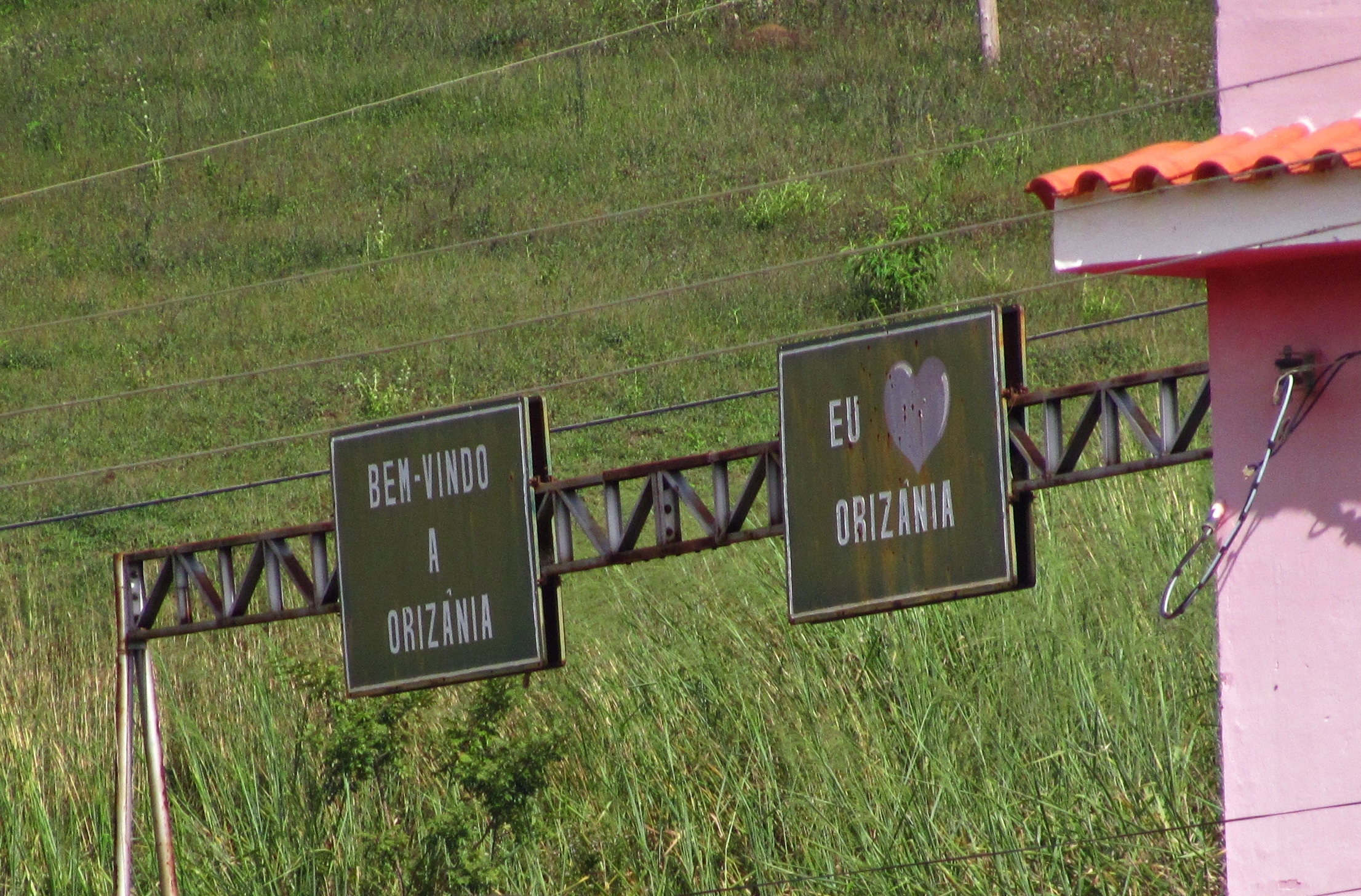
Placas na entrada da cidade.

## Literatura
- Costa, Antônio de Souza. A história de Antônio. Minasgraf Editora, 2003